# Sanktuarium św. Marii Magdaleny w Biłgoraju
Sanktuarium Świętej Marii Magdaleny w Biłgoraju to dawny franciszkański zespół klasztorny. W skład tego zespołu wchodzi kościół pw. św. Marii Magdaleny, nieczynny klasztor, kaplica pw. św. Marii Magdaleny oraz dzwonnica. Znajduje się na terenie Puszczy Solskiej – dawnej wsi, obecnej dzielnicy Biłgoraja.
Sanktuarium jest celem licznych pielgrzymek. Miały tu miejsce liczne objawienia Marii Magdaleny oraz cuda dokonane przez tę świętą. Istnieje wiele legend opowiadających o różnych cudownych wydarzeniach związanych z tym miejscem.
Nazwa wsi Puszcza Solska, w której znajdowało się sanktuarium pochodzi od nazwy pobliskiej wsi Sól oraz nazwy Eremus Salensis (łac. Puszcza, Pustelnia) nadanej przez franciszkanów miejscu swojego życia. Od określenia tego pochodzi nazwa pobliskiego wielkiego kompleksu leśnego – Puszczy Solskiej.

## Historia
- 1603 – pierwsze objawienie św. Marii Magdaleny.
- 1615 – powtórnie objawia się tu św. Maria Magdalena.
- 1644 – zostaje tu wzniesiony drewniany kościół i klasztor.
- 1648 – Kozacy, niszcząc Biłgoraj dokonują zagłady Puszczy Solskiej wraz z zabudowaniami klasztornymi.
- 1655 – nowo wzniesione zabudowania niszczą Szwedzi (zob. potop szwedzki).
- 1702 – zespół klasztorny zostaje po raz kolejny spalony.
- 1705 – zostaje wzniesiony kolejny drewniany kościół.
- 1778 – Konstancja z Czartoryskich Zamoyska funduje obecny klasztor.
- 1794 – drewniany budynek kościoła zostaje spalony (powodem pożaru było uderzenie pioruna), świątynia zostaje przeniesiona do klasztoru.
- 1864 – następuje kasata klasztoru.
- 1921–1928 – trwa budowa obecnego kościoła, szóstego w zespole klasztornym.
- 15 maja 1932 – kościół został konsekrowany.
- 1947 – uszkodzony podczas wojny kościół zostaje odremontowany.
- 1952 – wieś Puszcza Solska zostaje włączona do miasta Biłgoraj.
- 1997 – przeprowadzony zostaje generalny remont świątyni.

## Kościół

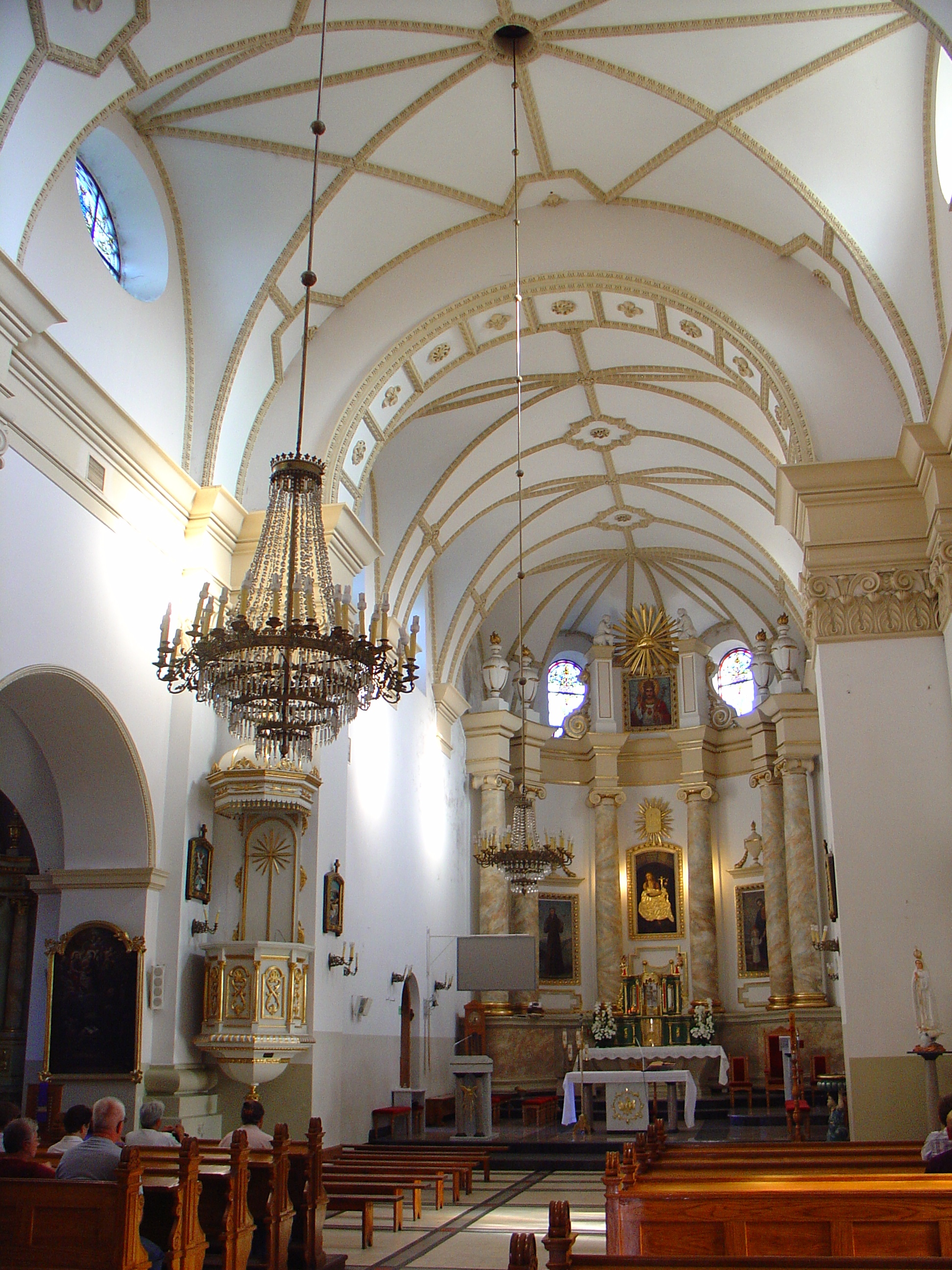
Wnętrze sanktuarium

Kościół znajduje się na wzniesieniu, tuż przy skrzyżowaniu trzech ważnych miejskich arterii – ul. Tarnogrodzkiej, Krzeszowskiej i Kościuszki. Oś kościoła to linia północ-południe, ołtarz znajduje się w części południowej, naprzeciwko głównego wejścia.
Kościół jest zbudowany w stylu eklektycznym i nawiązuje do renesansowej architektury polskiej. W ołtarzu głównym znajduje się XVII-wieczny obraz św. Marii Magdaleny, w ołtarzach bocznych XVII-wieczny obraz św. Antoniego i XVIII-wieczny obraz Matki Boskiej Niepokalanie Poczętej. Znajdują się tu także obrazy: Matki Boskiej Kodeńskiej, św. Franciszka, św. Floriana i św. Mikołaja (XVIII w.). Inne zabytkowe przedmioty to chrzcielnica z XVIII w. oraz dwa krucyfiksy z okresu baroku. Jest to największa świątynia w mieście.
Został wzniesiony jako wotum za zwycięstwo w wojnie polsko-rosyjskiej 1920 r.

## Klasztor

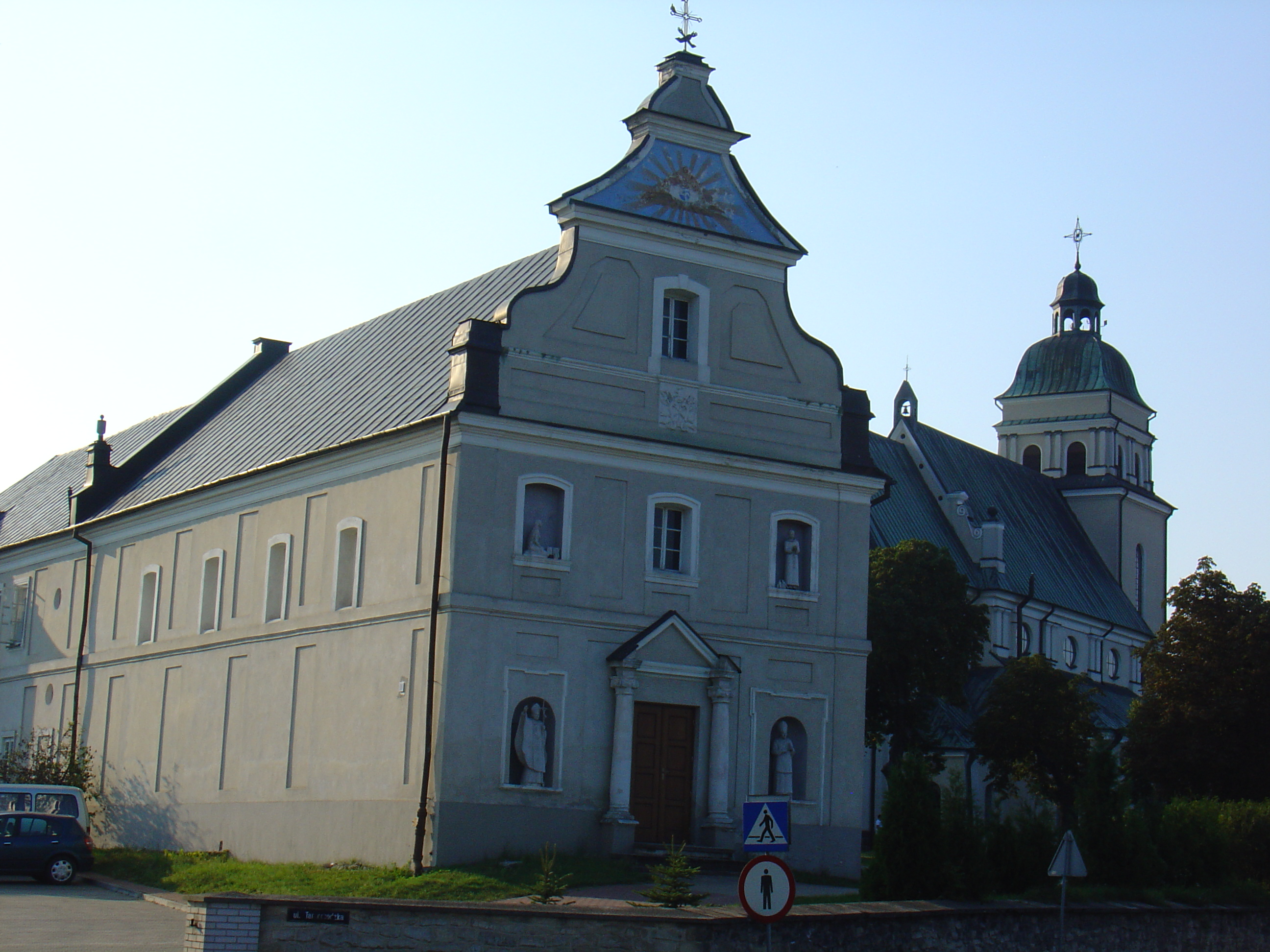
Dawny klasztor franciszkanów

Budynek klasztoru ma kształt litery L i znajduje się na południe od kościoła, przy ul. Tarnogrodzkiej. Wybudowany został w roku 1778, w 1794 częściowo padł ofiarą pożaru. W tym samym roku zaczął pełnić funkcję kościoła. W 1864 opuścili go franciszkanie i od tego czasu stał się również plebanią. Taki stan utrzymywał się do 1928 r.
Klasztor ma dwie kondygnacje, znajdują się tu sklepienia kolebkowe i kolebkowo-krzyżowe.

## Kaplica
Znajduje się przy ul. Tarnogrodzkiej, naprzeciwko klasztoru. Powstała w 1794 r. w miejscu spalonego kościoła. Ma kształt kwadratu, wewnątrz znajduje się głęboka studnia z cudownym źródłem oraz barokowy ołtarz. W ołtarzu znajduje się obraz św. Marii Magdaleny (1792) oraz dwa czteropolowe obrazy (pochodzące z XVIII w.) przedstawiające legendę i cud św. Marii Magdaleny, jaki miał tu miejsce.

## Dzwonnica
Znajduje się przy ul. Tarnogrodzkiej, 100 m na północ od kaplicy. Wybudowana została w XVIII w. Górna część ma dwa otwory na dzwony, na zwieńczeniu znajduje się trójkątny szczyt z rokokową kamienną rzeźbą Matki Bożej Niepokalanie Poczętej.

## Inne obiekty
W skład zespołu kościelnego wchodzi ponadto plebania, Dom Księży Seniorów oraz Katolickie Liceum. Niedawno odkryto podziemne tunele pochodzące z XVIII lub XIX w., prawdopodobnie łączące poszczególne obiekty. Mogły też znajdować się w nich groby zmarłych franciszkanów.